# Amlamé
Amlamé – miasto w Togo, w regionie Plateaux.